# مون‌پلیه (ایندیانا)
مون‌پلیه (به انگلیسی: Montpelier, Indiana) یک شهر در ایالات متحده آمریکا با جمعیت ۱٬۸۰۵ نفر است که در ایندیانا واقع شده‌است.

## موقعیت جغرافیایی
موقعیت جغرافیایی شهرها و مناطق اطراف به شرح زیر است: